# Mortal Kombat (1995)
Mortal Kombat (ook wel Mortal Kombat I genoemd) is een Amerikaanse actiefilm uit 1995 geregisseerd door Paul W.S. Anderson. Het is gebaseerd op de Mortal Kombat spellenreeks. De film was erg populair bij de fans van de games, al heeft het gemengde kritieken ontvangen.
De film kreeg een vervolg genaamd Mortal Kombat: Annihilation en het werd uitgebracht in 1997.

## Verhaal
De film volgt de krijger Liu Kang, acteur Johnny Cage, en de Special Forces-agente Sonya Blade, geleid door de dondergod Raiden, op hun reis naar de kwaadaardige tovenaar Shang Tsung om hem te bestrijden in een toernooi om de Aarde te redden.

## Rolverdeling
| Acteur                   | Personage                        |
| ------------------------ | -------------------------------- |
| Robin Shou               | Liu Kang                         |
| Linden Ashby             | Johnny Cage                      |
| Bridgette Wilson         | Sonya Blade                      |
| Christopher Lambert      | Raiden                           |
| Talisa Soto              | Prinses Kitana                   |
| Trevor Goddard           | Kano                             |
| Cary-Hiroyuki Tagawa     | Shang Tsung                      |
| François Petit           | Sub-Zero                         |
| Chris Casamassa          | Scorpion                         |
| Keith Cooke              | Reptile                          |
| Kevin Michael Richardson | Prins Goro (stemrol)             |
| Gregory McKinney         | Jax                              |
| Frank Welker             | Shao Kahn / Prins Goro (stemrol) |
| Steven Ho                | Chan Kang                        |
| Hakim Alston             | Vechtende monnik                 |
| Kenneth Edwards          | Art Lean                         |

## Trivia
- Jean-Claude Van Damme wees de rol van Johnny Cage af om de hoofdrol te spelen in Street Fighter.